# چنار خوشه‌ای
چنار خوشه‌ای یا چنار کالیفرنیایی (نام علمی: Platanus racemosa) گونه‌ای از درخت چنار است. این درخت بومی ایالت کالیفرنیای ایالات متحده و باخا کالیفرنیای مکزیک است و در مناطق ساحلی رودخانه‌ها، ژرف‌دره‌ها، دشت‌های سیلابی و در کنار چشمه‌ها در انواع گوناگون زیستگاه‌ها رشد می‌کند.